# Bodhidharma
Bodhidharma (sanskrit: बोधिधर्म, kinesiska: 菩提達摩, pinyin: Pútídámó eller bara Dámó; japanska ダルマ, Daruma, vietnamesiska: Bồ-đề-đạt-ma) var en indisk  hinduisk munk  (vars födelse- och dödsår varierar mellan olika källor) som i slutet av 400-talet introducerade den buddhistiska skola som i Kina kallas chan Buddhism och som på svenska är mer känd under sitt japanska namn, zen Buddhism..
Bodhidharma var av Dravidisk härkomst och således Tamil från Sydindien. Han var Chan Buddhismens 28 patriark. Han reste till Kina för att sprida Chanbuddhismen där. Han bodde först 9 år i en grotta där han mediterade. Enligt en legend hade han problem med att hålla sig vaken. Då beslöt han skära ögonlocken av sig. Han kastade dem bort och från dem växte de första tebuskarna. Teét gjorde att han lättare kunde hålla sig vaken. En munk vid namnet Hui'ke kom till grottan för att be Bodhidharma komma och lära vid ett kloster. Han vägrade tills Hui'ke, för att bevisa sitt allvar, högg ena armen av sig. Då gick Bodhidharma med på att flytta till klostret. Enligt traditionen undervisade han vid Shaolintemplet (少林寺, Shàolínsì) som ligger vid berget Song (嵩山, Sōngshān) i Henanprovinsen. En myt berättar att han i templet såg att munkarna hade en väldigt dåliga fysiska hälsa. För att råda bot på det lärde de enligt traditionen en kampsport som hette Lo Hans tio händer. Efter att ha följt med munkarnas övningar kom han att notera att kvalitén på deras utföranden var i direkt proportion till ett av Buddhismens 52 sinnestillstånd, Wu. På japanska Mu. Med andra ord kom han att upptäcka att det var möjligt att meditera också i rörelse. Buddha hade själv upptäckt att det var möjligt att uppnå en s.k. upplysning genom att enbart meditera. Den Indiska Yogan som Buddha också kunde, lärde att det fanns 8 saker man måste göra under sitt liv för att nå tillståndet av upplysning. Det sjunde steget var Dhyana, meditation. Dhyana är på kinesiska Chan och på japanska Zen. Mediterades utfördes i sittande ställning.Nu blev det således möjligt att meditera också i rörelse. Detta lade grunden till de moderna Zenvägarna. Det finns dock inga konkreta bevis för att Bodhidharma skulle ha undervisat Lo Hans 18 händer. Bodhidharma krediteras för att ha skrivit flera böcker men forskarna utgår från att han inte skrev en enda. Den mest kända av dem är "Två ingångar och fyra praktiker" (二入四行論, Er ru si xing lun)." Två andra verk, vars härkomst dock troligen inte går längre tillbaks än 1600-talet är: Yijin jing (Klassikern om förvandling av muskler/vävnad) samt Xisui jing (Klassikern om rening av märgen). Det förstnämnda verket lärde munkarna hur man skaffade sig hälsa och stärkte sina fysiska kroppar. Det andra verket lärde munkarna hur man skulle använda sig av qi (eller ch'i) för att rena benmärgen och sålunda stärka blodet och immunförsvaret, föra energi till hjärnan och slutligen därigenom nå upplysning. Det sistnämnda verket var svårt att förstå, och lärdes endast ut till några få utvalda lärjungar.
Flera har i modern tid inspirerats av Bodhidharma. En av dem är So Doshin (1911 - 1980) som grundade Shorinjikempo. En anna var Zenmästaren Takuan Sōhō (1573 – 1645) som på 1600 talet lärde fäktmästaren Yagyū Munenori (1571 - 1646), grundare av Yagyū Shinkage-ryūs Edo branch). om den mentala sidan av fäktkonsten.

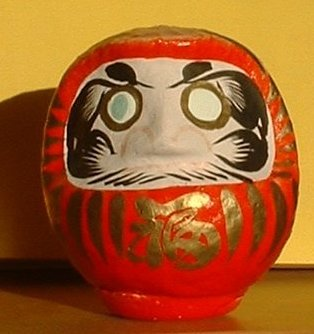
Darumadocka av okiagari-kobōshi typ.

## Som leksak
I Japan är Daruma populär som okiagari-kobōshi (起き上がり小法師) docka. När den benlösa dockan puttas omkull, så reser den sig alltid upp igen. Denna bild av munken Bodhidharma anses ha uppkommit i samband med en legend, där han en gång mediterade i zazen under nio år i följd, vilket ledde till att hans ben förtvinade eller ramlade av.
Daruma görs oftast av papier-maché med ihålig rund form och en vikt i botten. Okiagari syftar på att den reser sig (oki) upprätt (agari). Detta har fått symbolisera förmåga till framgång, att komma över svårigheter och klara av motgångar. Därför har Daruma ofta kommit att illustrera frasen "Nanakorobi Yaoki", sju gånger nedslagen, åtta gånger upp igen. Populärkulturen har exemplet med Dr Alan Gettis bok, "Seven Times Down, Eight Times Up: Landing on Your Feet in an Upside-down World". Berättelsen om Daruma-san i bokens introduktion, får illustrera Dr. Gettis motto "en uppmaning att aldrig ge upp."